# Adèle élete – 1–2. fejezet
Az Adèle élete (teljes címe: Adèle élete – 1–2. fejezet, eredeti címe: La vie d'Adèle : Chapitres 1 & 2) 2013-ban bemutatott francia-belga-spanyol filmdráma Abdellatif Kechiche rendezésében.
A filmet a 66. cannes-i fesztivál versenyprogramjában mutatták be, ahol elnyerte az Arany Pálmát, továbbá a filmkritikusok és újságírók által odaítélt FIPRESCI-díjat is. A fesztivál történetében ez volt az első alkotás, amelyért a fődíjat a rendezőn kívül az alkotásban részvevő más személyek is átvehették.
A film alapjául a francia Julie Maroh 2010-es A kék egy meleg szín című képregényalbuma szolgált, amely számos díjat nyert. A filmet Észak-Amerikában a Telluride Film Festivalon mutatták be.

## A cselekmény összefoglalása
|  | Alább a cselekmény részletei következnek! |

A tizenöt éves Adèle barátnőivel együtt úgy gondolja, hogy egy lánynak a fiúkkal kell ismerkednie, és a nagy szerelemről álmodik. Azt hiszi, meg is találta azt a kicsivel idősebb Thomas személyében, aki rejtélyes, de kedves fiú. Miközben randevúzik a fiúval, elmegy mellettük egy leszbikus pár, melynek egyik tagja, a kék hajú Emma megigézi Adèle-t. Emma még az álmaiban is megjelenik, méghozzá szexuális vágyait felkorbácsolva, ami megrémíti a lányt. Adèle megpróbálja elhessegetni ezeket az érzéseket és a Thomashoz fűződő kapcsolatára koncentrálni, de rájön, hogy mégiscsak a lányok vonzzák inkább. Először egy iskolatársa kezd ki vele, amit Adèle komolyan vesz, de a lány másnap durván visszautasítja, mondván, hogy nem gondolta volna Adèle-ről, hogy „erre gerjed”. Amikor fiúbarátja és lelkitársa, Valentin (a magyar származású Sandor Funtek – Funtek Frigyes fia – alakítja) elviszi egy melegbárba, akkor Adèle addig kóborol a környéken, amíg egy másik bárban meg nem találja Emmát. Emma képzőművészeti egyetemista, és a két lány fokozatosan egyre közelebb kerül egymáshoz. Azonban a közöttük lévő életkorbeli, társadalmi, kulturális különbségek felőrlik a kapcsolatukat.
|  | Itt a vége a cselekmény részletezésének! |

## Szereplők
- Adèle Exarchopoulos – Adèle
- Léa Seydoux – Emma
- Jérémie Laheurte – Thomas
- Catherine Salée – Adèle's mother
- Aurélien Recoing – Adèle's father
- Sandor Funtek – Valentin

## Díjak, elismerések
- 2013: Arany Pálma (Cannes-i fesztivál)
- 2013: FIPRESCI-díj (cannes-i fesztivál)
- 2013: FIPRESCI Nagydíj
- 2013: Louis Delluc-díj
- 2013: Brit Független Filmdíj – legjobb nemzetközi független film
- 2013: Dallas–Fort Worth-i Filmkritikusok Szövetségének díja – legjobb idegen nyelvű film
- 2013: Bostoni Online Filmkritikusok Szövetségének díja – legjobb idegen nyelvű film
- 2013: Indianai Filmkritikusok Szövetségének díja – legjobb idegen nyelvű film
- 2013: Kansas City-i Filmkritikusok Egyesületének díja – legjobb idegen nyelvű film
- 2013: Los Angeles-i Filmkritikusok Szövetségének díja – legjobb idegen nyelvű film
- 2013: New York-i Filmkritikusok Egyesületének díja – legjobb idegen nyelvű film
- 2013: Online Filmkritikusok Szövetségének díja – legjobb idegen nyelvű film
- 2013: San Franciscó-i Filmkritikusok Egyesületének díja – legjobb idegen nyelvű film
- 2013: St. Louis-i Filmkritikusok Szövetségének díja – legjobb idegen nyelvű film

## Fogadtatás
A film Cannes-ban sokkolt néhány kritikust a hosszú és nyíltan ábrázolt szexjeleneteivel (noha mű nemi szerveket használtak), néhányan odáig ragadtatták magukat, hogy a filmet meg kellene vágni, mielőtt a moziba kerülhetne. Sok kritikus az Arany Pálma legnagyobb esélyesének tartotta a filmet.
Justin Chang, a Variety kritikusa szerint a film az elmúlt idők "legnyíltabb leszbikus szexjeleneteit" tartalmazza. Jordan Mintzer a The Hollywood Reportertől úgy vélte, hogy annak ellenére, hogy a film három órás, azt "egyben tartják Léa Seydoux és az újonc Adèle Exarchopoulos egymást követő jelenetei, amelyek egyértelműen nagyszerű alakítások".
A The Daily Telegraph kritikusa, Robbie Collin a maximális öt csillagot adta a filmnek és arra tippelt, hogy az nyeri az Arany Pálmát. Ezt írta: "Kechiche filmje három órás, és ezzel a hosszal az egyetlen bajom az, hogy akár még további hét órát is szívesen néztem volna belőle. Rendkívüli, elnyújtott robbanása az élvezetnek, bánatnak, kéjnek és a reménynek, és ezen belül találjuk a fesztivál két legjobb alakítását Adèle Exarchopoloustól és Léa Seydouxtól." A The Guardian kritikájában Peter Bradshaw hozzáteszi, hogy "ez a valódi szenvedélyes filmgyártás" és a lehetséges ötből négy csillagot adott rá. Stephen Garrett a The New York Observertől azt írta, hogy a film "nem más, mint győzelem" és "a szexuális felvilágosodás egyik jelentős műve.
A szerző, Julie Maroh azonban kevésbé volt elégedett a filmmel. Azt mondta, nem tartja a filmet hamisnak, csupán „ugyanannak a történetnek … egy másik változata”. Kritizálta a filmben a szexjeleneteket, a pornóhoz hasonlította őket. Azt mondta: "A heteroszexuálisok azért nevettek rajta, mert nem értik és nevetségesnek tartják a jeleneteket. A melegek pedig azért nevettek, mert nem volt meggyőző és nevetséges volt." Így folytatta:

| „             | Mint feminista és leszbikus néző, nem tudom támogatni azt az irányt, amelyet Kechiche vett ezekben a kérdésekben. De szeretném hallani, mit gondolnak más nők erről. Ez csupán az én személyes véleményem. | ” |
| – Julie Maroh | |   |

## Magyar nyelvű ismertetők, kritikák
- Önmagában a szerelem – Port.hu
- A kellem bódító varázsa – Revizor
- A legmelegebb szín a kék – filmtett.ro[halott link]

## Fordítás
- Ez a szócikk részben vagy egészben  a   Blue is the Warmest Color című angol Wikipédia-szócikk ezen változatának fordításán alapul.  Az eredeti cikk szerkesztőit annak laptörténete sorolja fel. Ez a jelzés csupán a megfogalmazás eredetét és a szerzői jogokat jelzi, nem szolgál a cikkben szereplő információk forrásmegjelöléseként.